# Bisel
Bisel je francouzská obec v departementu Haut-Rhin v regionu Grand Est. V roce 2014 zde žilo 542 obyvatel.

## Poloha obce
Sousední obce jsou: Feldbach, Heimersdorf, Largitzen, Mooslargue, Mœrnach, Ruederbach a Seppois-le-Haut.

## Vývoj počtu obyvatel
Počet obyvatel